# Escontria chiotilla
Genre
Espèce
Synonymes
- Cereus chiotilla F.A.C.Weber
- Myrtillocactus chiotilla F.A.C.Weber

Statut de conservation UICN

 LC  : Préoccupation mineure
Escontria chiotilla est une espèce de plantes à fleurs de la famille des Cactaceae. C'est la seule espèce du genre Escontria.
L'espèce est originaire du Mexique (Guerrero, Michoacán, Oaxaca, sud de Puebla).
Il s'agit d'un cactus en forme de cierge, atteignant jusqu'à 7 mètres de hauteur. Il a 7 ou 8 côtes aiguës et des aréoles très proche ou confluentes.